# Descascador

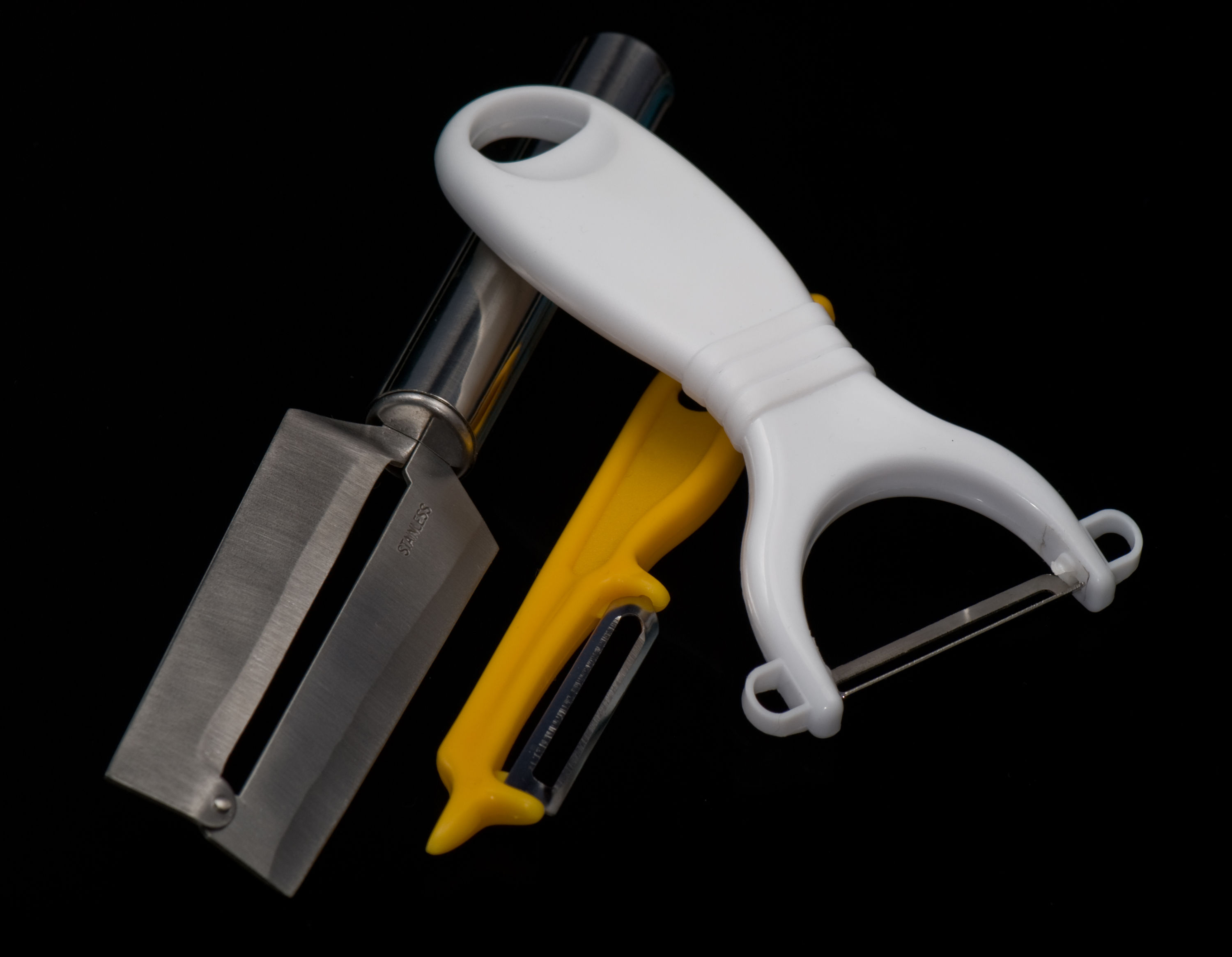
Descadores de lâmina fixa, australiano e Y.

O descascador  é um item de cozinha que consiste em uma lâmina de metal encaixada em um cabo, usado para remover a casca de certos legumes, como a batata e a cenoura, e frutas, como a maçã, a pera, etc. O que difere o descascador de uma faca é que o primeiro possui uma fenda em sua lâmina, sendo que uma parte dela descasca e a outra evita que o legume ou a fruta sejam cortados ao extremo.

## Visão geral
Existem vários tipos de descascadores usados hoje em dia. A maioria dos descascadores portáteis são ou retos ou os do tipo Y, enquanto certos tipos variam dependendo da região e da preferência pessoal.

## Descascadores retos
Um descascador reto possui a lâmina paralela ao cabo, lembrando uma faca. A lâmina pode ser fixa ou pivotante. Os do tipo Lancashire e Econome contém uma lâmina fixa. O Lancashire geralmente tem um cabo cilíndrico de madeira envolto em barbante, e possui lâmina com um gume só, embora existam variações com dois gumes. O Econome, criado em 1928 por Victor Pouzet, possui um design único com duas fendas na lâmina.

### Descascadores pivotantes
Os descascadores pivotantes têm sua lâmina montada sobre um pivô. Assim, o ângulo da lâmina é autoajustado mediante a pressão que é aplicada no descascador, tornando seu uso mais fácil.
O descascador Jonas, desenhado na Suécia em 1953, tem um formato reto com uma lâmina pivotante acoplada na ponta de um cabo de metal oblongo curvado. A lâmina tem dois gumes para possibilitar o uso da mesma em ambas as direções, e por quaisquer das mãos. Embora seja frequentemente copiado, o original é feito pela Linden Sweden. Por muitas décadas, tem sido o tipo padrão de descascador dos Estados Unidos.

## Descacadores Y

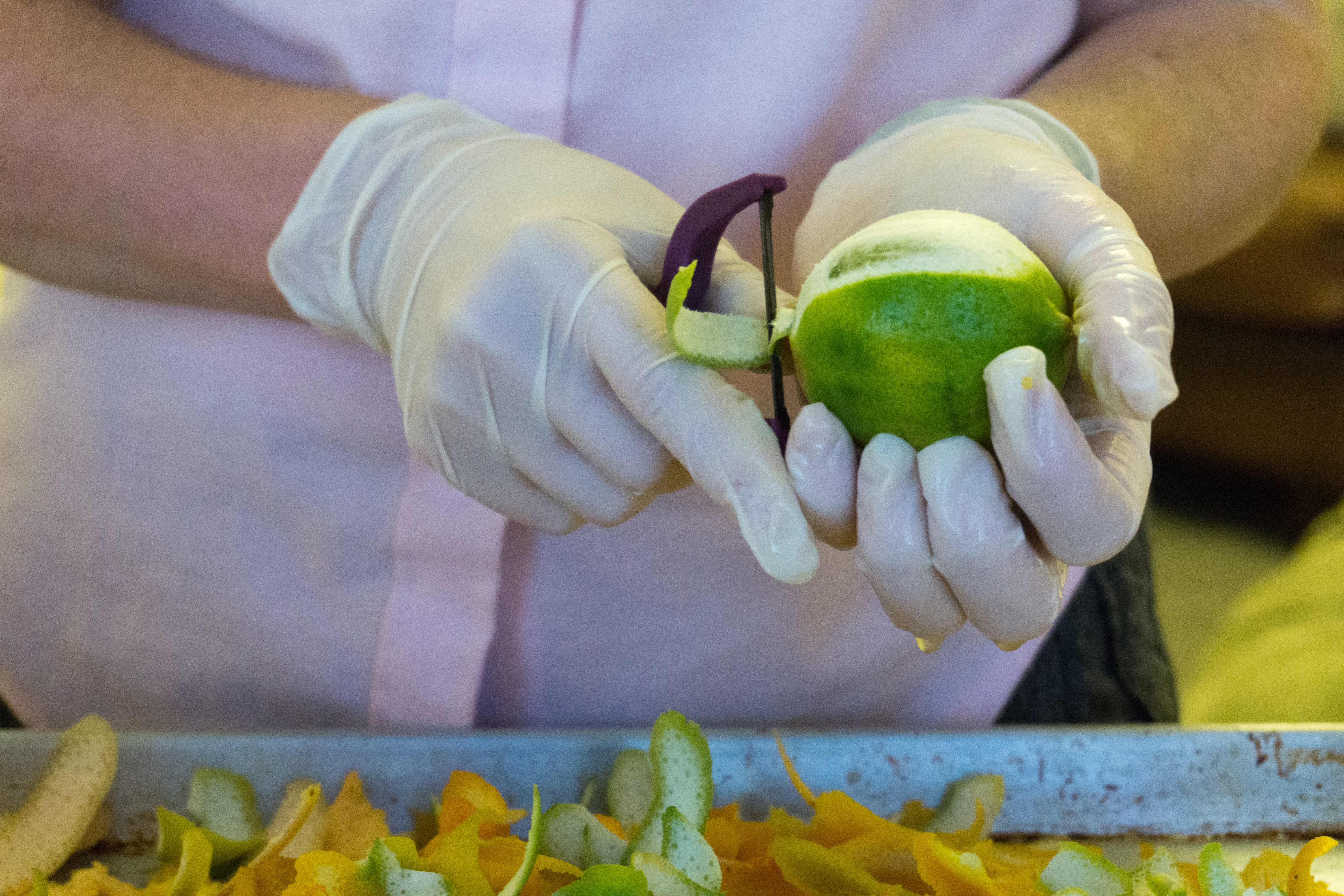
Um chefe de cozinha usando um descascador Y em uma laranja

Um descascador Y tem uma lâmina perpendicular ao seu cabo, com um formato parecido com o de um barbeador. É usado como um barbeador, removendo as cascas em tiras paralelas ao cabo. A maioria dos descascadores desse tipo possuem um removedor de "olhos", além da lâmina, usado para arrancar os olhos e as manchas das batatas.
Um exemplo bem conhecido de descascador Y é o Zena Rex, criado em 1947 por Alfred Neweczerzal de Davos, na Suíça. Considerado um ícone de design suíço, foi usado em um selo postal da Suíça de 2004. Possui um cabo de alumínio e um lâmina pivotante de aço carbono com dois gumes. O tipo com cabo de aço inoxidável, o Zena Star, foi o modelo popularizado pelo famoso mascate de Nova York Joe Ades.

## Outros tipos

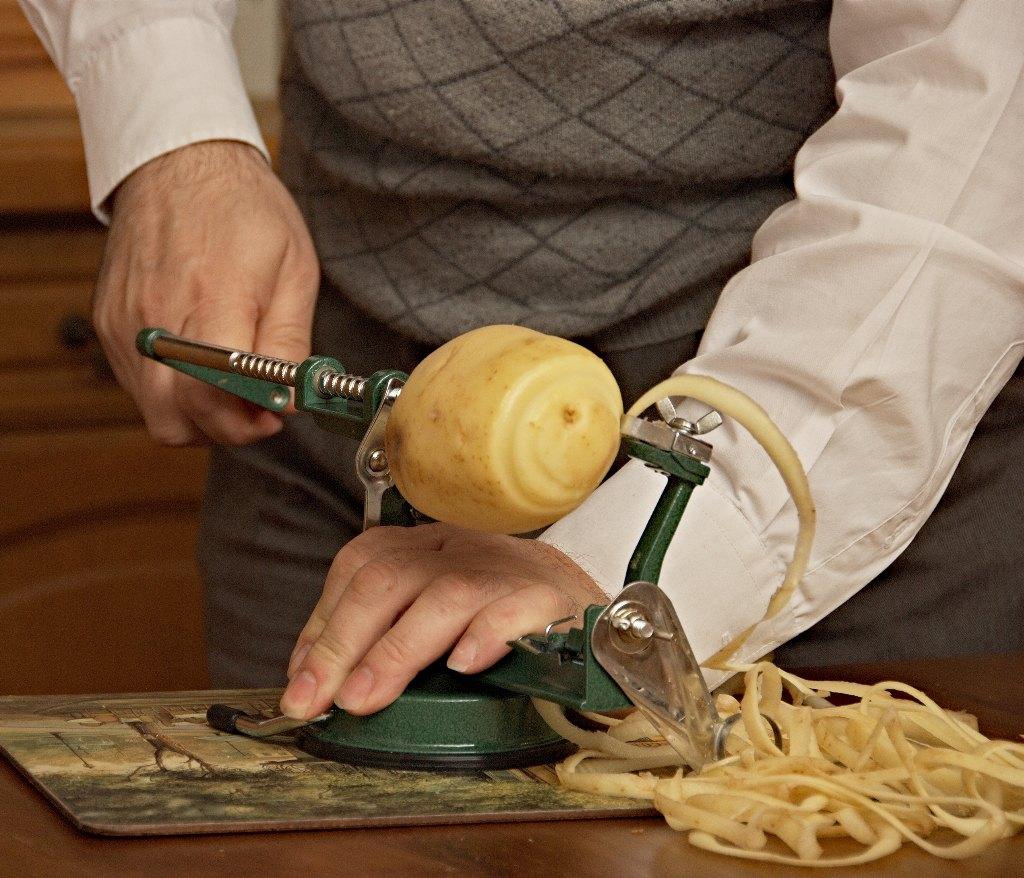
Uma batata sendo descascada por um descascador de maçã.mecânico.

Um descascador de maçã mecânico funciona através de um sistema de manivela, e descasca, descaroça e fatia maçãs em apenas um movimento. Quando o fatiador é usado, ele corta uma maçã comum em formato helicoidal. Foi feito para ser utilizado com maçãs, mas também é capaz de descascar um série de outras frutas ou legumes, como peras, beterrabas, batatas, pepinos e cenouras.

## Descascadores industriais
No setor industrial, as batatas podem ser descascadas usando jatos de vapor para soltar as cascas, seguidos de uma abrasão seca. O processo também pode incluir tratamento com soda cáustica para amolecer a casca. Um tipo de descascador mecânico, o Magnascrubber, rola as batatas em cilindros com tachas de borracha, as quais removem a casca. Outras unidades rolantes similares com tachas com formato de disco de tamanhos variados são usadas para descascar pêssegos, tomates, raízes e cenouras.